# Tanudan
Tanudan is een gemeente in de Filipijnse provincie Kalinga in het noordoosten van het eiland Luzon. Bij de laatste census in 2007 had de gemeente ruim 8 duizend inwoners.

## Geografie

### Bestuurlijke indeling
Tanudan is onderverdeeld in de volgende 16 barangays:
| - Anggacan - Anggacan Sur - Babbanoy - Dacalan - Dupligan - Gaang - Lay-asan - Lower Lubo | - Lower Mangali - Lower Taloctoc - Mabaca - Mangali Centro - Pangol - Poblacion - Upper Lubo - Upper Taloctoc |

## Demografie
Tanudan had bij de census van 2007 een inwoneraantal van 8.119 mensen. Dit zijn 2.156 mensen (21,0%) minder dan bij de vorige census van 2000. De gemiddelde jaarlijkse groei komt daarmee uit op -3,20%, hetgeen geheel afwijkt van het landelijk jaarlijks gemiddelde over deze periode (2,04%). Vergeleken met de census van 1995 is het aantal mensen met 3.124 (27,8%) afgenomen.

De bevolkingsdichtheid van Tanudan was ten tijde van de laatste census, met 8.119 inwoners op 308 km², 26,4 mensen per km².